# NGC 639
NGC 639 è una vasta galassia a spirale situata nella costellazione dello Scultore, a una distanza di circa 272 milioni di anni luce dalla nostra Via Lattea.

## Scoperta
La galassia è stata scoperta il 27 settembre 1834 dall'astronomo britannico John Herschel.

## Descrizione
NGC 639 ha una classe di luminosità I.
Le due galassie NGC 639 e NGC 642 si trovano a una distanza pressoché uguale dalla nostra  Via Lattea. Sembra pertanto ragionevole classificarle come una coppia di galassie interagenti.